# Радио Кърджали
Радио „Кърджали – Гласът на Родопите“ е деветата регионална радиостанция на БНР, открита на 9 май 2016 година със седалище в град Кърджали. Сигналът на радиото достига до всички населени места в Източните Родопи, както и отделни райони от европейската част на Турция и Северна Гърция.
Първата емисия на Радио „Кърджали“ започва на 9 май 2016 година в 9:00 часа. Тя е открита с актуални, местни новини. Стартът на радистанцията се забавя поради обжалване на лицензията на СЕМ от представители на партия ВМРО-БНД. След като Върховният административен съд отхвърля претенциите, радиото става факт. Радиото стартира с тричасова, като от началото на 2017 година е с шестчасова собствена програма на български език всекидневно от 9 до 15 часа, през останалото време се препредават програми на Радио „България“ на турски език (8.00 – 9.00, 15.00 – 16.00 и 20.30 – 21.30 часа) и програма „Хоризонт“ (16.00 – 20.30 и 21.30 – 08.00 часа), като в следващите години продължителността ще нараства съответно на 12 и 18 часа. Приоритет са местните политически, социални и икономически теми, актуалната информация, предавания за земеделие, бизнес, култура, музикални етюди от най-новата балканска музика. Всекидневните предавания са с различна насоченост и разнообразие от журналистически репортажи. Като външни автори са поканени проф. Николай Овчаров, водещ на седмична рубрика за история на България с акцент Родопите, и световноизвестният акордеонист Нешко Нешев, водещ на авторско предаване, озаглавено „Нека бъде музика“. Амбицията на екипа на радиото е да го направи най-атрактивната и слушаема станция в тази част на България.
Журналистът Красимир Ангелов, известен като кореспондент на БНТ в Кърджали, е директорът на Радио „Кърджали – Гласът на Родопите“.
Радио „Кърджали“ излъчва от РРТС „Стръмни рид“ край Момчилград на честота 90 MHz, в диапазона на ултракъсите вълни. Предавателят е с мощност 1 kW.
Сателитно излъчване: Спътник Intelsat 904 (45.1° E)